# 福島県放射線健康リスク管理アドバイザー
福島県放射線健康リスク管理アドバイザー（ふくしまけんほうしゃせんけんこうリスクかんりアドバイザー）は、福島県知事により委嘱される職掌。
委嘱の経緯について、「福島第一原子力発電所事故発生直後から、県民の間に放射性物質に対する不安が広がるとともに、放射線に関する誤解や風評により救援物資の搬送や医療スタッフの確保が困難になりつつあったことから、被曝医療の分野で専門的知見を有する3名を放射線健康リスク管理アドバイザーに委嘱し、放射線による健康への影響について県民の理解を深めるとともに、正確な情報を広く提供いただいている。」「放射線健康リスク管理アドバイザーは、全員が大学の教授職にあるほか、世界保健機関など専門の分野でそれぞれ活躍されているが、委嘱の際に国の役職に就いていた方はいなかったと認識している。なお、アドバイザー委嘱後においては、原子力損害賠償紛争審査会委員等の職に就任した方もおり、福島県の現場の実態を踏まえた発言をいただいている。」 と説明されている。
2011年3月19日に長崎大学の山下俊一と高村昇が、4月1日に広島大学の神谷研二が、任じられた。

## 放射線被ばくリスクについて講演会で説明
2011年3月19日 山下俊一は、福島市で放射線量が他市町村より高い数値を記録し、水道水から放射性物質が検出されていることについて、放射性ヨウ素の半減期が8日であることや実際に体内に取り込む量が極めて少ないとし「健康にはまったく心配ない」と強調した。福島市で数値が高くなっていることついては「放射能は均一に広がるものではなく、気象条件や地形によって変わってくる」と述べた。また、チェルノブイリで20年間活動してきた経験やデータを基に、屋内退避エリアを20～30キロ圏内とした国の指示を「妥当な判断だった」との考えを示した。一方、「県民にもっと早く情報を提供すべき」と、国の情報公開の遅さも指摘した。
3月21日福島市、3月22日川俣町、3月23日会津若松市、5月3日二本松市など、県内各地の一般市民向け講演会で講師を務めた が、講演内容に対し、子どもたちを放射能から守る福島ネットワークやグリーンピースジャパンなど7つの市民団体より一部アドバイザーの解任を求める動きが生まれた。
2011年4月21日 、本宮市で県放射線健康リスク管理アドバイザー講演会が開かれ、会場は約５００人の市民らで満員になった。高村昇は「必要以上に神経質になることはない」とし、「正しい情報に基づき、落ち着いて行動することが重要」と語った。
2011年4月25日 郡山市が原発事故による県の放射線量調査で数値が高かった市内の小中学校、保育所の校庭・園庭について、５センチ程度の表土を除去する独自の対策を県内で初めて実施する事を発表した。県放射線健康リスク管理アドバイザーを務める神谷研二広島大原爆放射線医科学研究所長は「半減期の長いセシウムは土の表面にたまりやすいため、表土の除去は放射線量減少に効果があるのは間違いない」と話した。

## 放射線被ばく対策に助言
福島市が2011年９月から１１月まで子どもや妊婦を対象に実施した積算線量計による外部被ばく線量測定結果の平均値が０・２６ミリシーベルトだったことについて、高村昇は「これまでの県内の空間線量の状況などを見れば、現時点では一般住民の外部被ばくの放射線量はかなり低い値であると考えられる」と分析した。
広瀬隆と明石昇二郎は、福島県放射線健康リスク管理アドバイザーの山下俊一を「100ミリシーベルトまでは安全であると繰り返し、福島の人々に被曝を強要させてきた」として、「業務上過失致傷罪」で刑事告発した。
県民健康管理調査検討委員会では、放射線業務従事者を除く福島県民４３万５７８８人の外部被ばく線量（原発事故から４カ月間）について、６５・９％が平時の年間被ばく線量の上限とされる１ミリシーベルト未満だったとする推計結果が報告された。
原子力規制委員会が「東京電力福島第一原発事故で避難している住民の帰還に向け」「年間の追加被ばく線量が２０ミリシーベルト以下であれば健康に大きな影響はないという見解を提言に盛り込む方針を固めた」事に対して、福島県放射線健康リスク管理アドバイザーの長崎大学教授高村昇は「国際ルールに基づく妥当な判断」との見方を示した。その上で「これまで年間１ミリシーベルトという基準が一人歩きしていた面がある。原子力規制委員会や政府は、基準で使う数字の持つ意味をその都度、もっと丁寧に住民に説明して理解してもらうようすべきだ」と求めた。。